# Charles Oman
Charles William Chadwick Oman (12 de enero de 1860-23 de junio de 1946) fue un historiador militar británico a inicios del siglo XX. Sus reconstrucciones de las batallas medievales de fragmentos y relatos distorsionados que dejaron los cronistas de la época fueron pioneras. Ocasionalmente sus interpretaciones han sido desafiadas, especialmente su tesis ampliamente copiada de que las tropas británicas derrotaron a sus adversarios napoleónicos solo por su potencia de fuego. Paddy Griffith, entre otros historiadores modernos, señala que la disciplina y la disposición para el combate de la infantería británica fueron igualmente importantes.
Nació en el distrito de Muzaffarpur, India, el hijo de un plantador británico, y fue educado en la Universidad Winchester y en la Universidad de Oxford, donde  estudió bajo William Stubbs. En 1881  fue elegidopara el premio Fellowship en All Souls College, donde permaneció para el resto de su carrera académica. Fue elegido el Profesor Chichele de Historia Moderna en Oxford en 1905, en sucesión a Montagu Madrigueras. Fue también elegido a la Academia británica, y servido como presidente de la Sociedad Histórica Real (1917-1921), la Sociedad Numismática y el Instituto Arqueológico Real.
La carrera académica de Omán fue interrumpida por la Primera Guerra Mundial, durante la cual fue empleado por la agencia de prensa del gobierno y el Ministerio de relaciones exteriores.
Omán fue miembro del partido conservador  por el distrito electoral de la Universidad de Oxford de 1919 a 1935, y fue nombrado caballero en 1920.
Se convirtió en un miembro honorario de la New College en 1936, y recibió el título honorífico de doctor en leyes cívicas (Oxford, 1926) y LL.D (Edimburgo, 1911 y Cambridge, 1927).  Murió en Oxford a los 86 años.
Dos de sus hijos se convirtieron en autores. Su hijo Charles (C. C. Omán) escribió varios volúmenes sobre platería y artículos hogareños británicos, trabajado como encargado del Departamento de Metalwork en el Museo de Victoria y Alberto, y fue miembro activo de la Sociedad de Folclore (y fue a su vez padre de Julia Trevelyan Omán). Su hija Carola fue notable por sus biografías, especialmente la de Horatio Nelson.[cita requerida]

## Obras
- El Arte de Guerra en la Edad Media (1885)
- "El Anglo-Norman y Angevin Sistema Administrativo (1100-265)", en los ensayos Introductorios al Estudio de Historia Constitucional inglesa (1887)
- Una Historia de Grecia Del Tiempo más joven a la Muerte de Alejandro Magno (1888; 7.º ed., 1900)
- Warwick El hacedor de reyes (1891)
- La Historia del Imperio bizantino (1892)
- Las Edades Oscuras 476-918, Primera etapa de Periodos de Historia europea (1893; 5.º ed. 1905)
- Una Historia de Inglaterra (1895; 2.º ed. 1919)
- Una Historia del Arte de Guerra en la Edad Media, Vol. I: A.D. 378-1278 (1898; 2.º ed. 1924)
- Una Historia del Arte de Guerra en las Edad Media, Vol. II: A.D. 1278-1485 (1898; 2.º ed. 1924)
- "Alfred como un Guerrero", en Alfred El Grande, Alfred Bowker, ed. (1899)
- Reinado de Jorge VI, 1900-1925. Una Previsión Escrita en el Año 1763 (prefacio y notas) (1763; republicado en 1899)
- Inglaterra en el siglo diecinueve (1900)
- Historia de la Guerra de la Independencia española, Vol. I: 1807-1809 (1902)
- Siete Estadistas Romanos del Fin de la República Romana (1902)
- Inglaterra y la Guerra de los cien años, 1327-1485 A.D. (1903?), Núm. III de Manuales Oxford de Historia inglesa, Charles Omán, ed.
- Historia de la Guerra de la independencia española, Vol. II: enero de 1809-septiembre de 1809 (1903)
- "La Guerra de la Independencia española, 1808-14", en La historia moderna de Cambridge, Vol. IX, Napoleón (1906)
- "Los Cien días, 1815", en La historia moderna de Cambridge, Vol. IX, Napoleón (1906)
- "Conferencia inaugural en el estudio de la historia" (1906?), en Conferencias en Estudios Universitarios de Oxford, 1906–1921 (1924)
- La rebelión de Wat Tyler 1381 (1906)
- La Historia de Inglaterra de la Accesión de Ricardo II. a la Muerte de Ricardo III. (1377-1485), Vol. IV de La Historia Política de Inglaterra (1906), William Hunt & Reginald Poole, ed.
- Historia de la Guerra de la Independencia española, Vol. III: septiembre de 1809-diciembre de 1810 (1908)
- Una Historia de Inglaterra Antes de la conquista Normanda (1910; 8.º ed. 1937), Vol. I de Una Historia de Inglaterra en Siete Volúmenes (1904–), Charles Omán, ed.
- Historia de la Guerra de la Independencia española, Vol. IV: diciembre de 1810-diciembre de 1811 (1911)
- El ejercito de Wellington, 1809-1814 (1912)
- Historia de la Guerra de la Independencia española, Vol. V: octubre de 1811-agosto de 1812 (1914)
- El Estallido de la Guerra de 1914-18: Una Narrativa Basó Principalmente en Documentos Oficiales británicos (1919)
- Historia de la Guerra de la Independencia española, Vol. VI: septiembre de 1812-agosto de 1813 (1922)
- El desafortunado Coronel Despard & Otros Estudios (1922)
- Castillos británicos (1926)
- "El Duque de Wellington", en Principios Políticos de Algunos Primeros ministros Notables del Siglo diecinueve Fossey John Cobb Hearnshaw, ed. (1926)
- Estudios en las Guerras napoleónicas (1929)
- Historia de la Guerra de la Independencia española, Vol. VII: agosto de 1813 – abril de 1814 (1930)
- La moneda de Inglaterra (1931)
- Las cosas que he visto (1933)
- "La necesidad para la Reformas" (1933) (conferencia pública)
- Una Historia del Arte de Guerra en el siglo XVI(1937)
- El siglo XVI (1937)
- En los escritos de la Historia (1939)
- Memorias de victorianos Oxford y de Algunos Años iniciales (1941)
- El Correo de Lyons (1945)